# Imelda Marcos

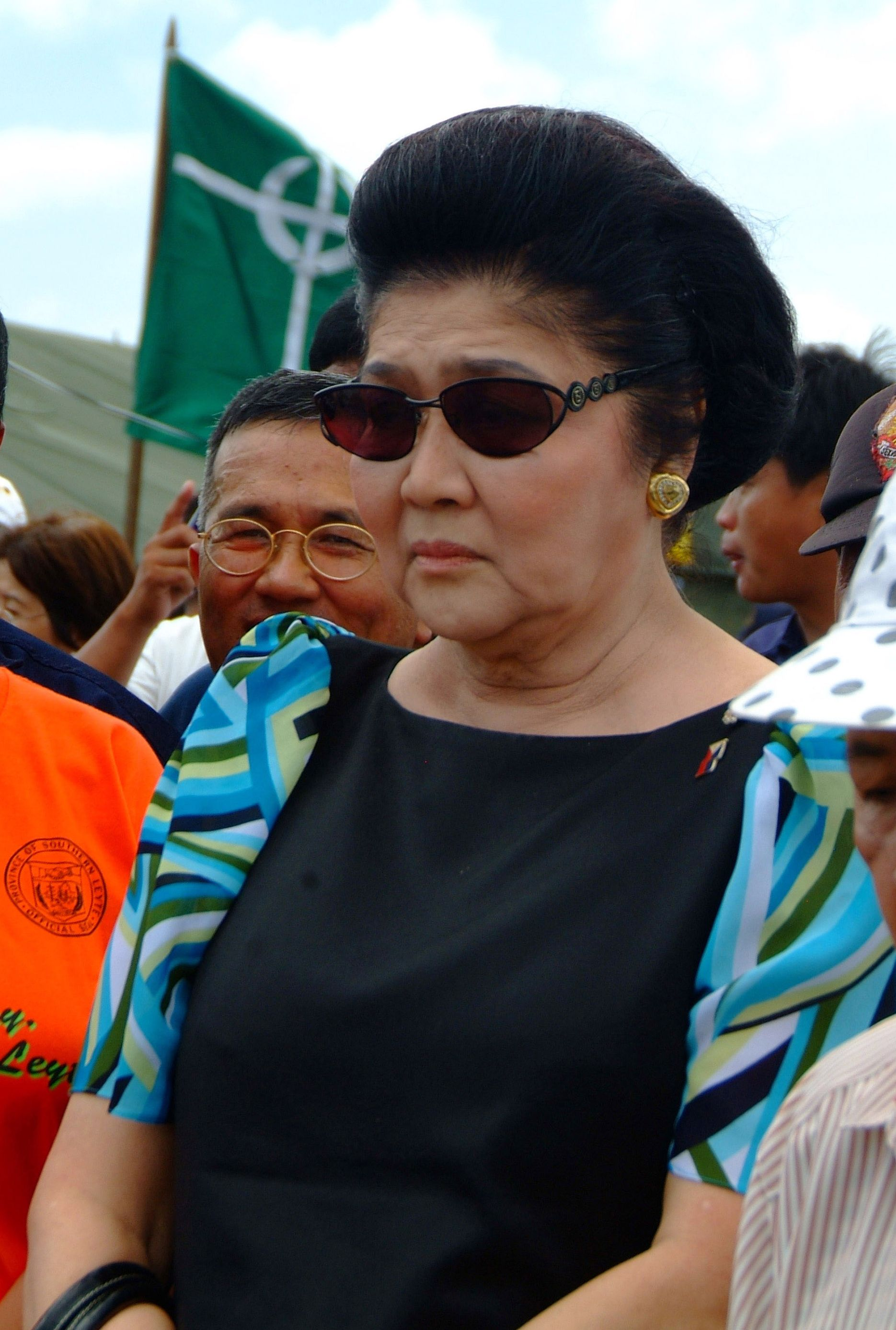
Imelda Marcos (2006)

Imelda Romuáldez Marcos (* 2. Juli 1929 in Manila, Philippinen) ist die Witwe von Ferdinand Marcos, dem 10. Präsidenten der Philippinen. Während seiner Präsidentschaft von 1965 bis 1986 war sie die First Lady der Philippinen. Nachdem das diktatorische Marcos-Regime 1986 abgesetzt worden war, flohen Ferdinand und Imelda Marcos nach Hawaii. Transparency International zufolge war das Marcos-Regime nach 1970 (und nach den Suhartos) das zweitkorrupteste der Welt. Die ehemalige Schönheitskönigin Imelda Marcos fällt durch verschwenderische Extravaganz und ihre exorbitante Schuhsammlung auf. Als ausgesprochene Schuhfetischistin besaß sie die wohl größte private Schuhsammlung der Welt mit ungefähr 3000 Paar Schuhen. Im Volksmund wurde sie „Schmetterling aus Stahl“ genannt.
Nach dem Tod ihres Mannes (1989) kehrte sie 1991 auf die Philippinen zurück. Von 1995 bis 1998 hatte sie einen Sitz im Unterhaus. Im Juni 2010 wurde sie wieder in das Repräsentantenhaus gewählt und seither zweimal wiedergewählt. Imelda Marcos hat vier Kinder, drei eigene sowie eine adoptierte Tochter. Ihre Tochter Imee und ihr Sohn Ferdinand Jr. haben ebenfalls hohe politische Ämter inne.

## Leben

### Herkunft

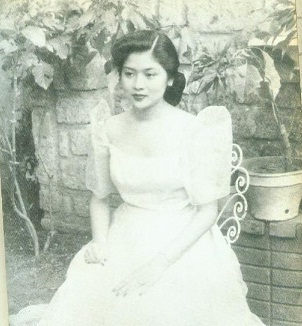
Imelda Marcos (1953)

Imelda Romualdez stammt aus einem Nebenzweig der Romualdez-Familie, einer der führenden Oligarchenfamilien auf den Philippinen. Die in der Provinz Visaya beheimatete Familie stammt ursprünglich aus Manila und hat dort noch wichtige Verbindungen. Sie ist die Tochter des Professors Vicente Orestes Romualdez und der Modedesignerin Dona Remedios Trinidad. Ihr Großvater Daniel Z. Romualdez war damals Sprecher des Repräsentantenhauses. Ein anderes Familienmitglied, Noberto Romualdez, war damals Richter am Obersten Gerichtshof der Philippinen. Imelda Romualdez kam in Manila zur Welt und wuchs in der südlichen Provinz Leyte auf. Sie besuchte das St. Paul’s College und erlangte dort einen Bachelor-Abschluss in Pädagogik. Mit 18 gewann sie einen lokalen Schönheitswettbewerb und den Titel „Rose von Tacloban“. Sie nahm daraufhin an der Wahl zur Miss Manila teil. Nachdem sie dort nur den zweiten Platz gewonnen hatte, beschwerte sie sich derart eindrucksvoll beim damaligen Bürgermeister der Stadt, dass der sie zur „Muse von Manila“ ernannte.

### Heirat
Ferdinand Marcos entdeckte sie im Mai 1955, als sie ihren jüngeren Cousin auf der Besuchergalerie des philippinischen Parlaments begleitete. Sie und der aufstrebende Politiker trafen sich dann in der Kantine des Parlaments.
Nach nur elf Tagen heirateten die beiden. Später folgte eine zweite Hochzeit, nachdem Ferdinand Marcos von der Unabhängigen Philippinischen Kirche zur einflussreicheren römisch-katholischen Kirche übergetreten war. Die Hochzeit vereinigte so zwei einflussreiche philippinische Clans, die Marcos selbst konnten in der Zeit ihrer Regierung besonders auf Unterstützung aus ihren Heimatprovinzen rechnen.

### First Lady

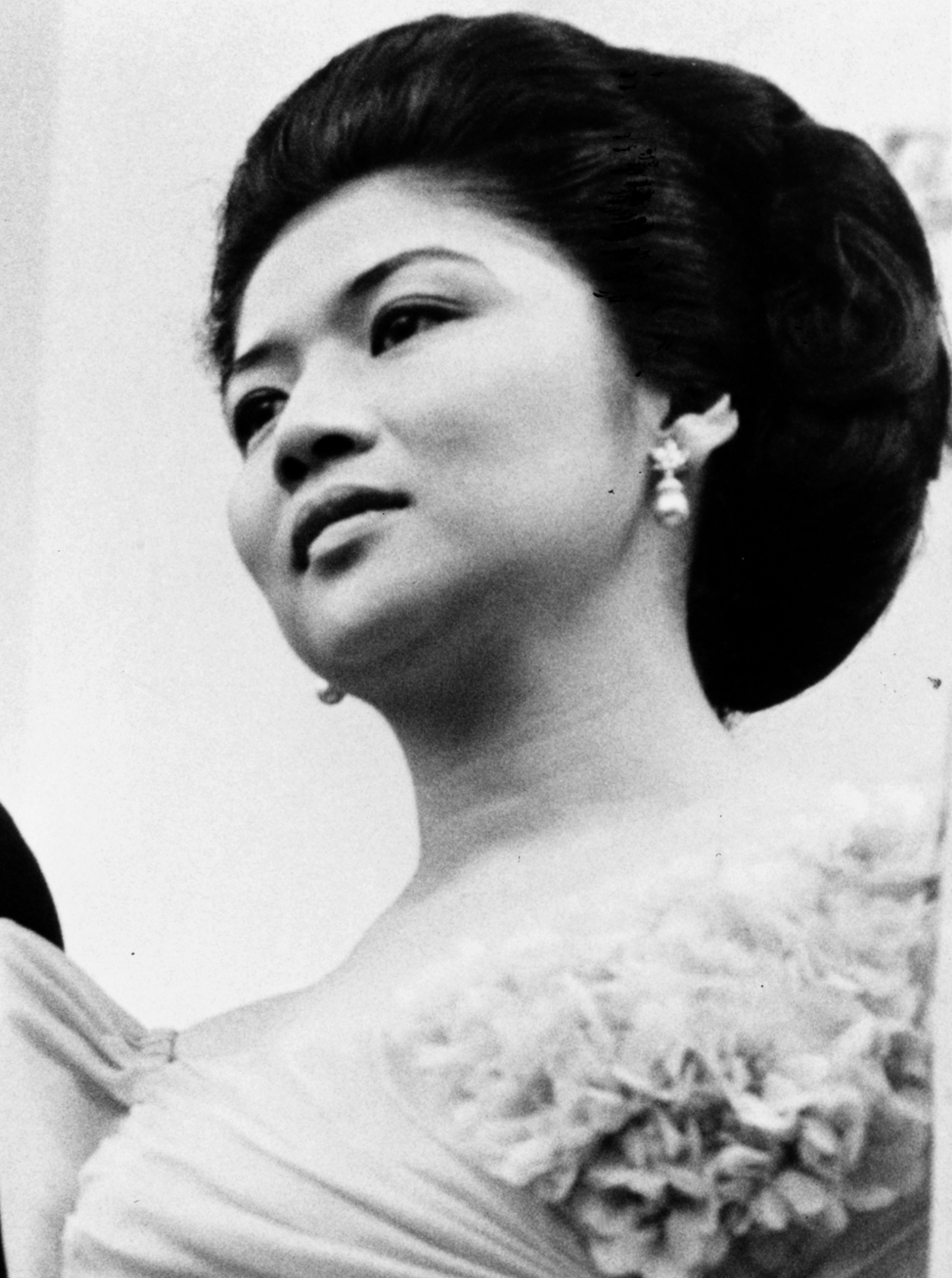
Imelda Marcos 1966

Ferdinand Marcos gewann 1965 die Präsidentschaftswahl als Kandidat der nationalistischen Partei.

#### Kriegsrecht
1972 verhängte Ferdinand Marcos das Kriegsrecht und errichtete eine Diktatur. Sein Versprechen für die Zukunft beruhte auf der Maxime „Sa ikauunlad ng bayan disciplina ang kailangan“ (Disziplin ist für die nationale Entwicklung notwendig). Ferdinand Marcos setzte seine „Disziplin“ durch, indem er die Medien kontrollierte, Oppositionelle ins Gefängnis werfen ließ, von denen Hunderte spurlos verschwanden, und selbst das „Verbreiten von Gerüchten“ als Straftat ahndete.
Imelda wurde kurz nach Verhängung des Kriegsrechts Gouverneurin von Groß-Manila, Ministerin für Human Settlement und Umwelt sowie „Ambassador Plenipotentiary and Extraordinary.“ Wenige Wochen nach Verhängung des Kriegsrechts versuchte ein Mann, Imelda bei einer öffentlichen Verhandlung niederzustechen, wobei eigener Aussage nach ihre größte Sorge das „hässliche Messer“ war, das er dafür verwendete.
Nach den beiden regulären Wahlen Marcos’ drohte er 1973 sein Amt zu verlieren. Die damalige philippinische Verfassung begrenzte die Amtszeit des Präsidenten auf eine Wiederwahl. Die Familie plante unter anderem, Imelda zur neuen Präsidentin wählen zu lassen – eine Planung, die 163 der damals 311 Delegierten einer Konferenz zur Verfassungsänderung bewog, eine Petition zu unterzeichnen, die ehemalige Präsidenten, ihre Ehepartner und andere enge Verwandte von einer weiteren Kandidatur für das Präsidentschafts- oder Premierministeramt ausschloss; ein Standpunkt, der sich aber in der Diskussion nicht durchsetzen konnte.
Nachdem die Konferenz ein Ergebnis erreicht hatte, sorgte der Delegierte Eduardo Quintero für einen Skandal. Der aus Leyte, Imelda Marcos’ Heimatprovinz, stammende ehemalige Botschafter gab an, im Verlauf der Verhandlungen zu achtzehn verschiedenen Anlässen im Malacañang-Palast von Imelda Marcos bestochen worden zu sein, um bei Abstimmungen über die Amtszeit des Präsidenten oder der zukünftigen Regierungsform zugunsten der Marcos zu entscheiden. Der sogenannte „Payola Scandal“ verlief im Sande, nicht zuletzt, da die Marcos selbst verschiedene Leute, darunter Primitivo Mijares, damit beauftragten, möglichst viel Belastendes über Quintero selbst zu sammeln.

#### Lebensstil
Imelda Marcos spielte eine wichtige Rolle in der Marcos-Diktatur, indem sie in hohem Maß repräsentative Aufgaben wahrnahm. Sie selbst sagte zurückblickend ohne jede Ironie: „Ich wurde als Angeber geboren. Eines Tages wird mein Name im Wörterbuch stehen, dann steht imeldific für demonstrative Extravaganz.“ In ihrer Rolle als außerordentliche Botschafterin traf sie in den folgenden Jahren fast jeden Regierungschef der Welt, oft ohne Ferdinand, der auf den Philippinen blieb. Die Führenden der Welt zeigten sich oft sehr angetan. Sie hatte ein gutes persönliches Verhältnis zu Mao Zedong, Andrei Gromyko und Muammar al-Gaddafi. Fidel Castro erzählte ihr ihrer eigenen Aussage nach, dass er nur zwei Frauen je persönlich chauffiert habe: seine Mutter und Imelda Marcos. Sie zählte Nancy und Ronald Reagan zu ihrem persönlichen Freundeskreis.
In dieser Zeit stilisierte sich Imelda als „Mutter der Nation“, die eine Ideologie von „Liebe und Schönheit“ verbreite. Sie selbst inszenierte sich exzessiv, ihrer Auffassung nach, um den Filipinos ein Vorbild zu setzen. 1980 bemerkte sie in einem Interview „Ich bin der Star und Sklave der kleinen Leute“ und wies darauf hin, dass es weit mehr Arbeit und Zeit koste, sich für einen Besuch in den Elendsvierteln zurechtzumachen als für einen Staatsbesuch. Denn „die Leute wollen jemanden, den sie lieben können, jemanden, der ein Beispiel setzt.“ Gleichzeitig bemühte sie sich Manila mit internationalem Flair zu versehen, um so ihre Vision und die ihres Mannes darzustellen.
1974 holte sie den Miss-Universe-Wettbewerb nach Manila, damit fand er nach Griechenland 1973 erst das zweite Mal in einem anderen Land als den USA statt. Sie schuf mehrere Kunstmuseen und versuchte die Kunstszene der Philippinen unter ihre Kontrolle zu bringen. Berüchtigt für ihren Ansatz waren die „Liebesbusse“ – der Name inspiriert von der Fernsehserie Love Boat – klimatisierte Luxusbusse, die im Stadtverkehr von Manila eingesetzt wurden, mit vielfarbigen Herz-Logos versehen waren und ein Mehrfaches des regulären Fahrpreises verlangten. Zusammen bauten sie mehrere luxuriöse Gebäude  wie das Philippine International Convention Center, die Philippine Heart, Lung, and Kidney Centers, das Manila Film Center, Museen und den Coconut Palace.
1975 gründete sie innerhalb weniger Wochen das Metropolitan Museum of Manila. Das in einem alten US-Militärgebäude untergebrachte und anfangs vor allem mit Leihgaben aus dem Brooklyn Museum, dem Los Angeles County Museum of Art und den Privatsammlungen von Armand Hammer und Nathan Cumming ausgestattete Museum eröffnete gerade rechtzeitig vor einer Tagung des internationalen Währungsfonds in Manila und war dazu gedacht, die angereisten Teilnehmer zu beeindrucken. Anlässlich des Treffens ordnete sie auch den Bau des Folks Arts Theaters, des Cultural Center of the Philippines sowie 18 neuer Luxushotels an.
1975 etablierte Ferdinand Marcos mit der Richtlinie 633 die National Commission on the Role of Filipino Women (NCRFW) als Reaktion auf das von der UNO ausgerufene „Jahrzehnt der Frau“. Imelda Marcos übernahm den Vorsitz und führte vor allem nationale Programme im Rahmen der UNO-Projekte durch. Die Versuche, Frauenorganisationen in die Arbeit einzubeziehen, scheiterten aber weitgehend, da viele von ihnen sich weigerten, mit der Marcos-Regierung assoziiert zu werden. Ebenso war sie Schutzherrin der Commission on Population, die in den ausgeprägt katholischen Philippinen die Anti-Baby-Pille ausgeben ließ, um ein weiteres Bevölkerungswachstum zu verhindern.

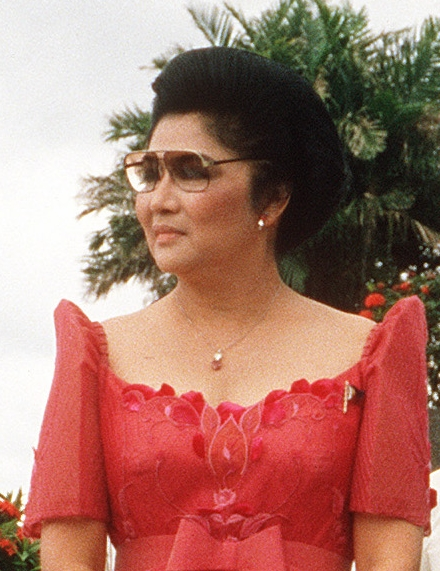
Imelda Marcos (1984)

Ab 1982 veranstaltete sie mehrere Filmfestivals in Manila mit dem Anspruch, ein „asiatisches Cannes“ zu schaffen. Dafür ließ sie auf einem Stück neu aus dem Meer gewonnenen Landes ein neues Film-Center bauen. Vor allem aufgrund ihrer stetig wechselnden Anforderungen verzögerte sich der Bau, die Bauarbeiten liefen schließlich Tag und Nacht. Im Zeitdruck stürzte ein Gerüst mit Bauarbeitern in eine Grube mit frischem Beton. 169 der Arbeiter sollen im Beton ums Leben gekommen sein. Um die Eröffnung des Festivals im neuen Kino-Center nicht zu gefährden, wurden die Leichen nie geborgen.
Lange Haare bei Männern erklärte die Regierung als dekadent. Das Militär nahm Langhaarige auf der Straße fest und verpasste ihnen einen zwangsweisen Haarschnitt, ebenso wie Fotografien von Rockstars vor der Veröffentlichung so überarbeitet wurden, dass diese Kurzhaarschnitte trugen.
Imelda Marcos’ Freundes- und Bekanntenkreis umspannte die ganze Welt. Ihr Ko-Anwalt in mehreren Anklagen wegen Geldwäsche war der milliardenschwere Waffenhändler Adnan Kashoggi. Bereitwillig berichtet sie in Interviews immer wieder von Freundschaften mit Gaddafi, Saddam Hussein und zahlreichen Hollywoodstars der alten Zeit.

#### Wahlen 1978
Nach der Ausrufung des Kriegsrechts hatte Marcos mehrere Volksabstimmungen zur Bestätigung seines Kurses abgehalten, die international und von der internen Opposition als manipuliert und deren Ergebnisse als verfälscht betrachtet wurden. 1978 schließlich setzte er Wahlen für die 1973 in der Verfassung vorgeschriebene Interimsnationalversammlung (Interim Batasang Pambansa – IBP) an. Die größten Teile der Opposition beschlossen einen Boykott, da eine annähernd faire Wahl nicht zu erwarten sei. Neben einigen Gruppen in den traditionell unruhigen Provinzen von Visayas und Mindanao war die einzige Oppositionsgruppe, die erklärte zur Wahl anzutreten, die Laban-Partei um Benigno Aquino, die in Groß-Manila antrat. Sie setzte erstmals auf Kandidaten außerhalb der traditionellen philippinischen Machteliten wie den Studentenaktivisten Gerry Barican, Gewerkschaftsaktivist Alex Boncayo und Organisator der Obdachlosen in Manila, Trinidad Herrera.
Imelda Marcos trat in Groß-Manila als Gegenkandidatin an der Spitze der Regierungspartei Kilusan ng Bagong Lipunan (KBL) an. Die Medien standen zu diesem Zeitpunkt unter kompletter Marcos-Kontrolle, so dass Aquino nur eine Chance erhielt, im Fernsehen aufzutreten. Im Vorfeld der Wahl erhöhte Marcos die Versicherungs- und Pensionsleistungen für Staatsbeamte. Lehrer, die die Wahlen überwachten, erhielten eine Gehaltserhöhung von 100 Pesos und Marcos versprach ihnen 250.000 neue Häuser. Die Wahlen lagen in den Osterferien, so dass die tendenziell oppositionell eingestellten Studenten und Schüler in den Ferien in ihren Heimatprovinzen waren, während die Marcos-Regierung die Regierungsangestellten aufforderte, nicht in die Ferien zu fahren, sondern in Manila zu wählen. Bewohner Manilas, die in Ilocos Norte, Ferdinand Marcos’ Heimat, und aus Leyte oder Samar, Imelda Marcos’ Heimat, registriert waren, konnten problemlos in Manila wählen. Selbst Ferdinand Marcos gab zu, dass es „Unregelmäßigkeiten“ während der Wahl gab. Unabhängige Beobachter sprachen von 11.500 Wahlbezirken, in denen Wahlurnen manipuliert wurden, Wähler berichteten von bereits vollen Urnen, als sie morgens das Wahllokal betraten. Die Wahlkommission selbst war komplett von Marcos ernannt. Berichte über Polizisten, die die Auszählung überwachten, waren häufig. Wenig überraschend stellte die KBL nach der Wahl sämtliche Abgeordnete in Manila. Nach der Wahl verhaftete die Polizei Hunderte von Führungspersonen der Laban und Demonstranten, die für diese auf der Straße waren. Es kamen Fälle von Folter vor, ein Vertrauter des jesuitischen Regimekritikers Romeo Intengang starb in der Haft. Obwohl die Autopsie deutliche Folterspuren zeigte, wurden seine Gefängniswärter nicht bestraft.

#### Bilanz des Marcos-Regimes
Marcos’ hauptsächliche Versprechen, um das Kriegsrecht zu rechtfertigen, waren Ordnung und wirtschaftliche Entwicklung. Während die bewaffneten Auseinandersetzungen in den Philippinen aber während seiner Amtszeit zu- und nicht abnahmen, ist seit Marcos’ Zeit auch das vorher weitgehend bedeutungslose Militär zu einem wichtigen politischen Akteur geworden. Waren die Philippinen 1965 noch eine der wirtschaftlich prosperierendsten Nationen Südostasiens, waren sie 1986 weiter hinter andere Länder der Region zurückgefallen und konnten den Rückstand seitdem nicht aufholen. Die Schere zwischen niedrigen und hohen Einkommen ging in den Marcos-Jahren weiter auseinander. Statistiken sahen den Anteil der Bevölkerung unter der Armutsgrenze zwischen 39 % (USAID; 1984) und 64 %.
Zwischen 1971 und 1979 sank das Einkommen der 60 % Ärmsten des Landes von 25 % auf 22,5 % des Gesamteinkommens, während das der reichsten 10 % von 37,1 % auf 41,7 % stieg. Nach Studien des National Economic Development Authority (NEDA) der offiziellen Behörde zur Wirtschaftsplanung, ebenso wie des privaten Think tanks Center for Research and Communication (CRC) aus dem Jahr 1984 lagen die erforderlichen Ausgaben für das Subsistenzniveau um 50 % über dem tatsächlichen Einkommen.
Die durchschnittliche Kalorienaufnahme lag bei 84 % der offiziellen Empfehlungen, nur 47 % der Bevölkerung hatten Zugang zu fließendem Wasser. Unterernährung stieg von der siebthäufigsten Todesursache 1973 auf den dritten Platz 1977, nur geschlagen von typischen Armutskrankheiten wie Lungenentzündungen und Magen-Darm-Grippen. Die medizinische Versorgung war so schlecht, dass 60 % der Todesfälle ohne die geringste ärztliche Behandlung abliefen.
Die Reallöhne von Angestellten betrugen 1980 nur noch 93,2 % der 1972er-Basis, die von Arbeitern 86,7 %. Ungelernte Arbeiter in Manila verdienten 1980 real nur noch 53,4 % von dem, was sie 1972 erhalten hatten. Gleichzeitig stieg die Arbeitslosigkeit, konservative Schätzungen vermuteten 30 % der Filipinos als arbeitslos oder geringfügig arbeitend.
Das Bruttonationalprodukt, das in den 1970ern stetig stieg, verlangsamte den Anstieg in den frühen 1980ern von einem Durchschnittswert von 6,5 % auf 1,4 % im Jahr 1983. Vor allem aber stieg die Armut während der Marcos-Jahre dramatisch.
Die Inflation stieg bis 1980 auf 10 %, bis 1984 lag sie zwischen 20 und 30 %. Bei einem Haushalt von ungefähr 5 Milliarden USD im Jahr lag das Defizit pro Jahr bei einer Milliarde oder ungefähr 20 % des Haushalts. Das Zahlungsbilanzdefizit stieg von 86 Millionen USD im Jahr 1978 auf 2,1 Milliarden Dollar 1983, das Außenhandelsdefizit in derselben Zeit von 1,3 Milliarden USD auf 2,4 Milliarden USD. Das 2-Milliarden-Defizit im Jahr 1980 war genauso groß wie die kombinierten Defizite der Jahre 1960 bis 1974 zusammen. Die Auslandsschuld stieg von 2,66 Milliarden USD 1972 auf 26 Milliarden USD 1984. 1983 konnten die Philippinen ihre Schulden nicht bezahlen, so dass der IWF den Staat zwang, striktere Kontrollmaßnahmen, Steuererhöhungen und eine Währungsabwertung vorzunehmen.
Dem politischen System Marcos, das stark auf Patronage und Nepotismus aufgebaut war, fehlte so das Geld, um das System am Laufen zu halten. Die Regierung konnte die ausgeuferte Bürokratie kaum noch entlohnen, Geldmittel, die aus der Bürokratie in sympathisierende Teile der Gesellschaft gezahlt wurden, begannen auszutrocknen.

#### Sturz des Marcos-Regimes
1983 erschossen Unbekannte den bis dahin bekanntesten Oppositionspolitiker Benigno Aquino auf dem Flughafen von Manila, als er das erste Mal seit drei Jahren das Land betrat. Daraufhin entwickelte sich eine breite Bewegung des Protests gegen die Regierung.
Schließlich führte die EDSA-Revolution im Februar 1986 zum Sturz der Marcos-Diktatur. Auf der Epifanio de los Santos Avenue (EDSA) in Manila fanden die größten Demonstrationen statt. Die Landbevölkerung sowie Sozialisten oder Kommunisten waren dabei nicht die treibenden Kräfte. Die Akteure stammten vor allem aus höheren Offiziersrängen und dem Kirchenstand, waren Geschäftsleute, intellektuelle Bürokraten und die traditionelle Opposition, die noch im politischen System der Vor-Marcos-Zeit verankert war. Sie rebellierten, weil Marcos keines seiner Versprechen gehalten hatte. Die innere Ordnung war instabiler geworden, die wirtschaftliche Krise hatte in den 1980er Jahren alle Gesellschaftsschichten erfasst. Am 25. Februar 1986 flohen die Marcos in einem Helikopter der US-Regierung.

### Exil
Die Marcos erreichten die USA mit 9 Millionen USD in bar, Juwelen und Wertpapieren.
Auf den Philippinen gründete Marcos-Nachfolgerin Corazon Aquino die Presidential Commission on Good Government, um dem Vermögen der Marcos hinterherzufahnden. Ferdinand starb am 29. September 1989.

### Rückkehr auf die Philippinen
1991 kehrte Imelda Marcos nach Manila zurück. 1992 kandidierte sie erfolglos für das Präsidentenamt. 1995 gelang es ihr, für ihren Heimatbezirk Leyte in das philippinische Repräsentantenhaus gewählt zu werden. 1998 bewarb sie sich wieder für das Präsidentenamt, zog ihre Kandidatur aber dann zurück, um den späteren Sieger Joseph Estrada zu unterstützen. Bei den Parlamentswahlen am 10. Mai 2010 wurde sie erneut ins Repräsentantenhaus gewählt. Dabei wurde sie Nachfolgerin ihres Sohnes Ferdinand Marcos Jr., der sich erfolgreich um einen Sitz im Senat bewarb. Während ihrer ersten Amtszeit ab 2010 war sie Vorsitzende des Ausschusses für die Millenniums-Entwicklungsziele. Im Mai 2013 und im Mai 2016 wurde sie jeweils wiedergewählt.
2001 eröffnete sie in Manila ein Schuhmuseum, dessen Exponate vor allem ihre ehemaligen Schuhe sind. Ebenso zeigt es die Schuhe anderer berühmter Filipinos. Es befindet sich im Distrikt Marikina, der vor allem durch seine Schuhindustrie geprägt ist, von der dort etwa 200.000 Menschen leben. Im November 2006 stellte sie in Manila die Schmuckmarke „The Imelda Collection“ vor. Nach eigenen Angaben verwendete sie dafür Objekte aus ihrer eigenen Schmucksammlung und Erwerbungen von Flohmärkten und kombinierte sie neu. Die Schmuckstücke sollten nur etwa 20 bis 100 US-Dollar kosten.
Marcos beklagt sich bitterlich über die Behandlung, die ihr nach 1986 widerfahren ist. Sie vertritt weiterhin den Standpunkt, dass sie sich nichts vorzuwerfen habe. Noch 1998 behauptete sie, dass es in den Philippinen während ihrer Regierungszeit nicht eine Menschenrechtsverletzung gab. Sie ist der Meinung, um die Wahrheit betrogen zu werden, aber: „Ich glaube, die Wahrheit wird siegen. Die Wahrheit ist Gott und wenn man auf der Seite der Wahrheit und von Gott steht, wer kann gegen einen stehen?“ 2007 sagte sie, auf den Philippinen gebe es keine wirkliche Armut.

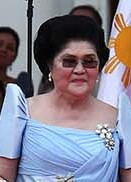
Imelda Marcos (2022)

Heute lebt sie in einem der teuersten Mietshäuser der Philippinen und hat mehrere Diener. Die Werke von Gauguin, Michelangelo und Picasso, die ihre Wände schmücken, sind die letzten Reste der Marcos-Kunstsammlung, worüber sie sich bitterlich beklagt. Sie selbst beklagt sich aber über Armut, wobei ihr Anwalt erklärt, dass sie das in Relation zu ihrem früheren Vermögen bewertet.
Am 7. September 1993 war der Leichnam von Ferdinand Marcos von Hawaii nach Ilocos Norte überführt worden. Seitdem bemühte sich Imelda Marcos, ihrem Mann ein Staatsbegräbnis in Manila neben den anderen philippinischen Präsidenten zu verschaffen. Ihr Begehren löste starke Proteste und einen langwierigen Streit aus, der die Bevölkerung spaltete und in den mehrere Staatspräsidenten verwickelt waren. Am 8. November 2016 entschied schließlich der Oberste Gerichtshof zugunsten einer Bestattung auf dem Heldenfriedhof in Taguig City in Metro Manila. Am 18. November fand dort das Ehrenbegräbnis von Ferdinand Marcos statt.
Ihre älteste Tochter Imee Marcos und ihr Sohn Ferdinand Marcos Jr., genannt „Bong-bong“, wurden ebenfalls erfolgreiche Politiker. Imee Marcos ist seit 2010 Gouverneurin von Ilocos Norte, der traditionellen Machtbasis der Marcos. Ferdinand Marcos Jr. war seit 2010 Senator und gewann 2022 die Wahlen zum Präsidenten.

## Gerichtsverfahren
Insgesamt begannen Kläger in verschiedenen Staaten 901 Gerichtsverfahren gegen Imelda Marcos, vor allem wegen Korruption und Betrugs. Der einzige Fall, den sie bisher verloren hat, ist ein Sammelklage-Verfahren im Jahr 1995 von 9.539 Filipinos in den USA gegen das Marcos-Vermögen wegen Folter, Mordes und des spurlosen Verschwindens von Dissidenten. Imelda muss danach 2 Milliarden USD bezahlen, was sich bis 2006 einschließlich Zinsen auf 4 Milliarden USD erhöht hat, hat bisher aber noch nichts davon gezahlt. Die einzigen Geldsummen, die bisher den Besitzer wechselten, sind 1,5 Millionen USD aus dem Zwangsverkauf eines Marcos-Hauses in Hawaii und dem Verkauf eines Picassos. 1997 urteilte das höchste Bundesgericht der Schweiz, dass die 570 Millionen USD, die auf Schweizer Bankkonten gefunden wurden, auf kriminelle Aktivitäten zurückgehen und deshalb an die Philippinen ausgezahlt werden müssen.
Mitte der 1990er Jahre verurteilte das philippinische Anti-Korruptionsgericht Sandiganbayan sie in einem einzelnen Korruptionsfall zu zwölf Jahren Haft, dieses Urteil hob der Oberste Gerichtshof der Philippinen wieder auf. 2001 wurde Imelda Marcos wiederum angeklagt, zu neun Jahren Gefängnis verurteilt und in einer höheren Instanz wieder freigesprochen.

## Vermögen
Die genaue Höhe und die Herkunft des Vermögens von Imelda Marcos sind teilweise noch unklar. Einer konservativen Schätzung der Weltbank und Transparency International zufolge haben die Marcos 10 Milliarden US-Dollar aus dem Land gepresst, wonach sie nach den Suhartos und vor Mobutu Sese Seko das korrupteste Regime seit 1970 waren. Anderen Schätzungen zufolge haben die Marcos und ihre Vertrauten sogar 20 bis 30 Milliarden US-Dollar aus dem Land gepresst. Imelda allein nutzte ihre Position als Gouverneurin von Groß-Manila und Ministerin für Human Settlements, um bei 30 % der Regierungsaufträge einen persönlichen Anteil zu erpressen.
1987 bezifferte ein Inventar der neuen philippinischen Regierung ihre im Malacañang-Palast zurückgelassenen Privatgegenstände mit 15 Nerzmänteln, 65 Sonnenschirmen, 508 bodenlangen Kleidern, 888 Handtaschen und 71 Sonnenbrillen. Der bekannteste Teil des Vermögens war ihre Schuhsammlung aus 1.060 Paaren in Größe 8½ von Designern wie Ferragamo, Givenchy, Chanel und Christian Dior. Ihre Juwelensammlung wurde 1996 auf einen Wert zwischen 12 und 20 Millionen USD geschätzt, darunter befinden sich ein persisches Halsband mit rosa und gelben Diamanten sowie ein Armband mit einem 31-Karäter als Zentralstück. Die Stücke wurden teilweise in ihrem Palast gefunden, teilweise versuchte ein Freund der Familie sie ins Ausland zu bringen, teilweise nahm der US-Zoll sie ihnen auch bei ihrer Flucht ab. Dabei lagen die Juwelen zeitweise offen auf einem Tisch, weil beim Zoll niemand glauben konnte, dass derart exorbitante Stücke echt seien. Nach ihren eigenen Angaben hat sie nach der Flucht 175 Kunstwerke europäischer Meister verloren, darunter Werke von Michelangelo, Botticelli und zehn Canalettos.
Während sie selber darauf besteht, von einer 90 US-Dollar-Rente im Monat für die Witwen von Kriegsveteranen zu leben, versprach sie ebenfalls bei der Präsidentschaftswahl 1998 den Philippinen 800 Millionen USD aus ihrem Privatvermögen zu spenden.
Dokumente des im April 2013 veröffentlichten Offshore-Leaks zeigen, dass Imelda Marcos die Begünstigte von mindestens einem Trust auf den Britischen Jungferninseln ist.

## Film und Musical
2004 veröffentlichte die Regisseurin Ramona Diaz ein Filmporträt mit dem Titel Imelda. Der Film räumt Imelda Marcos große Interviewzeiten ein. Marcos arbeitete anfangs enthusiastisch mit, versuchte später aber, den Film verbieten zu lassen, sowohl innerhalb der Philippinen als auch außerhalb. Er gewann beim Sundance Film Festival den Preis für Dokumentarfilme; die New York Times nannte ihn „eine niederschmetternde Darstellung, wie Macht zum Selbstbetrug führt“.
Vollkommen ohne Politik hingegen und auf den internationalen Jet-Set fokussiert produzierten David Byrne und Fatboy Slim einen Songzyklus über Imelda Marcos mit dem Titel Here Lies Love. Im Jahr 2010 erschien das Konzeptalbum, ein darauf beruhendes Rock-Musical wurde 2013 am Broadway uraufgeführt.
2019 wird die fatale Rolle Imelda Marcos’ und des Marcos-Clans für die sozialökonomische und demokratische Entwicklung der Philippinen im Dokumentarfilm Königsmacherin neu aufgegriffen (Autorin und Regie Lauren Greenfield).